# Cethosia biblis

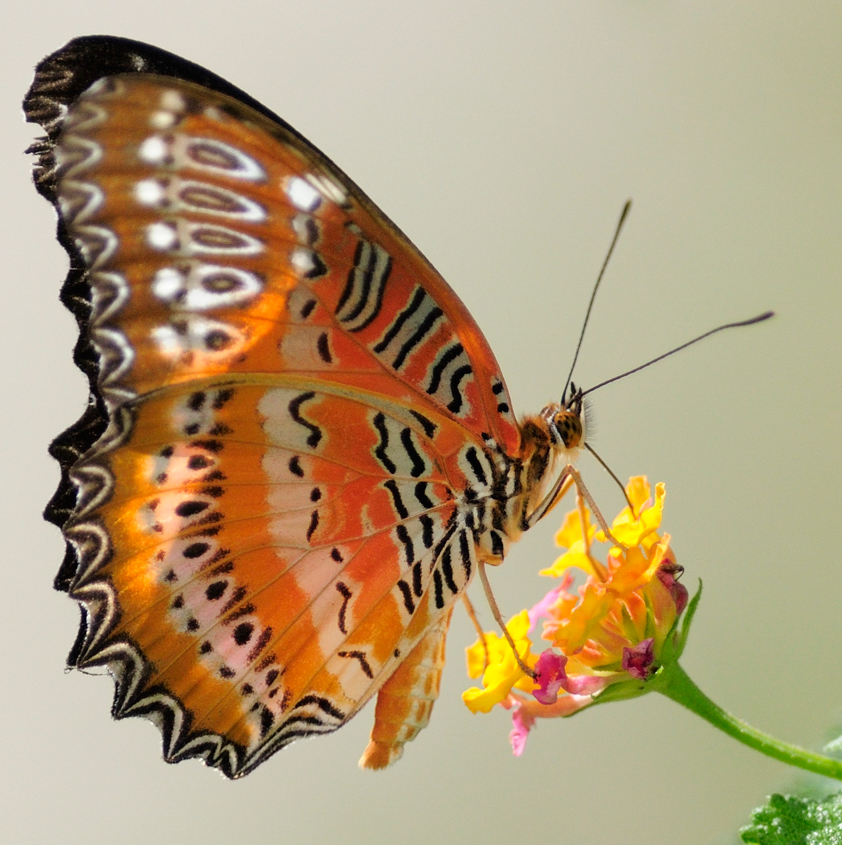
Charakteristische Flügelunterseite

Cethosia biblis, Syn.: Papilio biblis, auch Bortenfalter ist ein Schmetterling aus der Unterfamilie der Passionsblumenfalter (Heliconiinae) innerhalb der Familie der Edelfalter (Nymphalidae). Seinen wissenschaftlichen Namen verdankt er dem Muster auf der Unterseite der Flügel, die wie Schriftzüge aus einem Buch aussehen ("biblis" lat. Buch).

## Merkmale

### Falter
Die Flügelspannweite der bogig gezahnten Falter beträgt 80 bis 90 Millimeter, oder je nach Quelle, 60 bis 70 Millimeter. Die Unterseite des Vorderflügels ist im inneren Teil orangerot und beinhaltet drei weiß-schwarze Bänder. Der äußere Teil ist orangegelb und weiß-schwarz gefleckt. In der Mitte verläuft eine weiße Binde, die von schwarzen einzelnen Strichen gesäumt wird. Am Flügelrand verläuft eine weiße, gezackte Linie auf einem dunklen Hintergrund. Die Unterseite des Hinterflügels ist im inneren Teil orangerot mit einer gelben Binde, welche von schwarzen Strichen gesäumt wird. Der äußere Teil des Flügels ist orangegelb mit weißer Binde und schwarzen Flecken. Am Flügelrand setzt sich die weiße, gezackte Linie auf dunklem Hintergrund des Vorderflügels fort. Oberseits sind die Männchen leuchtend orangerot gefärbt. Auf dem Vorderflügel haben sie hier einen breiten braunen Saum am Flügelrand und weiße V-förmige Abzeichen. Die Flügelspitze ist schwarz und am Rand verläuft eine weiße gezackte Linie die auch auf der Unterseite zu sehen ist. Der Hinterflügel ist orangebraun bis orangerot und zum Flügelsaum hin schwarz. Auch hier verläuft die charakteristische weiße gezackte Linie am Flügelrand sowie eine Reihe, schwarzer Flecken. Weitere schwarze Flecken befinden sich auch noch im inneren Bereich des Flügels. Die Weibchen sind hingegen deutlich brauner oder olivgrün, oft auch blasser gefärbt. Die grelle Färbung soll potenzielle Fressfeinde abhalten, da die Falter giftig sind.
Ihr Körper ist schlicht schwarz und braun gefärbt.

### Raupe
Der Körper der Raupe ist rötlich-schwarz mit weißen Streifen, einem schwarzen Kopf und mit langen schwarzen Giftstacheln besetzt.

### Ähnliche Arten
- Cethosia cyane (Drury), 1773
- Cethosia cydippe (Linnaeus), 1767
- Cethosia penthesilea (Cramer), 1777[3]

## Verhalten und Lebensweise
In Ruhestellung halten die adulten Falter ihre Flügel über dem Körper geschlossen, sodass man die Namensgebende Unterseite sehen kann. Sie nehmen Nektar von Blüten der Sonnenwenden (Heliotropium), sowie von Wandelröschen (Lantana camara) auf. Ihre Lebenserwartung beträgt mehrere Wochen.
Die Raupen fressen an Passionsblumen (Passiflora) und Adenia-Gewächsen. Sie leben in Gruppen von 5 bis 6 Individuen zusammen.

## Verbreitung und Lebensraum
Das Verbreitungsgebiet der Art erstreckt sich über Indien, Pakistan, Myanmar, sowie China und Malaysia, über Indonesien bis zu den Philippinen. Hier bewohnt sie Waldränder und Lichtungen.

## Unterarten
Es sind sehr viele Unterarten bekannt. Die Nominatform Cethosia biblis biblis ist verbreitet im indischen Bundesstaat Assam sowie in Zentral Indien und Südwest China
- Cethosia biblis alceste, (Fruhstorfer, 1905) – auf Bawean einer Insel des malaiischen Archipels
- Cethosia biblis andamanica, (Stichel, 1908) – auf der im Indischen Ozean gelegenen Inselgruppe der Andamanen
- Cethosia biblis adantonia, (Fruhstorfer, 1912) – im westlichen Teil der indonesischen Insel Sumatra
- Cethosia biblis adonarensis, (Talbot, 1932)
- Cethosia biblis amboinensis, (Felder, 1867) – auf der indonesischen Insel Ambon
- Cethosia biblis atia, (Fruhstorfer, 1905) – auf den indonesischen Inseln Kalao, Jampea
- Cethosia biblis biblina, (Godart, 1919)
- Cethosia biblis buruana, (Holland, 1900) – auf der indonesischen Insel Buru
- Cethosia biblis ceramensis, (Fruhstorfer, 1902) – auf der indonesischen Insel Seram
- Cethosia biblis floresiana, (Fruhstorfer, 1902) – auf der indonesischen Insel Flores
- Cethosia biblis hainana, (Fruhstorfer, 1908) – in der südchinesischen Provinz Hainan
- Cethosia biblis insularis, (Fruhstorfer?, Felder?, 1861) – auf der philippinischen Hauptinsel Luzon
- Cethosia biblis javana, (Felder, 1861) – auf der indonesischen Insel Java
- Cethosia biblis liacura, (Fruhstorfer, 1912) – auf der philippinischen Insel Mindanao
- Cethosia biblis logani, (Distant, 1881) – im östlichen Teil der indonesischen Insel Sumatra
- Cethosia biblis moesta, (Felder & Felder, 1866)
- Cethosia biblis nacoleia, (Fruhstorfer, 1912)
- Cethosia biblis narmada, (Fruhstorfer, 1896) – auf der indonesischen Insel Lombok
- Cethosia biblis narmadoides, (de Nicéville, 1898) – auf der indonesischen Insel Bali
- Cethosia biblis nicobarica, (Felder, 1862) – auf der im Indischen Ozean gelegenen Inselgruppe der Nikobaren
- Cethosia biblis perakana, (Fruhstorfer, 1902) – im Süden Thailands sowie der Malaiischen Halbinsel und der zu Malaysia gehörenden Insel Pulau Tioman
- Cethosia biblis permanggilensis, (Eliot, 1978) – auf der indonesischen Insel Pulau Pemanggil
- Cethosia biblis picta, (Felder, 1867) – auf den indonesischen Inseln Sulawesi, Kabaena, Muna, Buton
- Cethosia biblis phanaroia, (Fruhstorfer, 1912) – in der chinesischen Sonderverwaltungszone Hongkong
- Cethosia biblis sarsina, (Fruhstorfer, 1912) - - auf der indonesischen Insel Sulawesi
- Cethosia biblis sandakana, (Fruhstorfer, 1899) – im nördlichen Teil der Insel Borneo und der philippinischen Insel Palawan
- Cethosia biblis sumbana, (Pagenstecher, 1894) – auf der indonesischen Inseln Sumba
- Cethosia biblis tagalorum, (Fruhstorfer, 1912) – auf der philippinischen Insel Mindoro
- Cethosia biblis tambora, (Doherty, 1891) – auf der indonesischen Inseln Sumbawa
- Cethosia biblis tisamena, (Fruhstorfer, 1912) – in Nord Indien über Burma bis Siam
- Cethosia biblis togiana,(Fruhstorfer, 1902) – auf den zu Indonesien gehörenden Togianinseln
- Cethosia biblis woolletti, (Hall, 1929)

## Status
Der Falter ist in der Regel häufig anzutreffen. Er ist in der IUCN Roten Liste sowie im  Washingtoner Artenschutzübereinkommen CITIES als auch in der EU-Verordnung zur Handelsregelung mit wildlebenden Tier- und Pflanzenarten als nicht gefährdet aufgeführt.